# Karl Wilhelm Altheim
Karl Wilhelm Altheim (* 19. Oktober 1899 in Darmstadt; † 1. September 1961 in Frankfurt am Main) war ein deutscher Jurist und Politiker.

## Leben
Als Sohn eines Oberrechnungsrates und Neffe von Wilhelm Altheim geboren, studierte Karl Wilhelm Altheim nach dem Besuch des Realgymnasiums und des Neuen Gymnasiums in Darmstadt Rechts- und Staatswissenschaften in Gießen. Während seines Studiums wurde er 1919 Mitglied der Burschenschaft Alemannia Gießen. 1924 wurde er zum Dr. iur. promoviert. Nach seinen Examen war er 1925 als Hilfsarbeiter bei einem Rechtsanwalt in Offenbach tätig und war dann bis 1927 Gerichtsassessor und Amtsanwalt in Offenbach. 1927 trat er als Stadtrechtsrat in den städtischen Dienst in Frankfurt, wo er Magistratsrat und 1945 hauptamtlicher Beigeordneter, 1946 Zweiter Bürgermeister und dann Bürgermeister wurde. Ab 1950 war er Stellvertretender Dezernent für die Wirtschaftsförderung und wurde 1954 Magistratsrat und Stadtrat sowie Dezernent für die Gesundheitsverwaltung, das Verkehrs- und Wirtschaftsamt als auch für die Wirtschaftsförderung. Er war auch Mitglied im Deutschen Städtetag, wo er sich in mehreren Ausschüssen engagierte.

## Ehrungen
- 1959: Ehrenplakette der Stadt Frankfurt am Main[1]
- 1959: Ehrenplakette der Handwerkskammer Frankfurt[2]

## Veröffentlichungen
- Die Zuständigkeit im Schlichtungswesen. Dissertation Universität Gießen 1925.